# Raukawa Falls
Die Raukawa Falls sind ein Wasserfall des Mangawhero River in der Region Manawatū-Whanganui auf der Nordinsel Neuseelands. Er liegt direkt am New Zealand State Highway 4 zwischen den Ortschaften Oreore und Kakatahi. Seine Fallhöhe beträgt 14 Meter.
Vom kleinen, gut beschilderten Parkplatz führt ein Wanderweg in etwa 2 Gehminuten zu einem Aussichtspunkt auf den Wasserfall.